# Okręgowe rozgrywki w piłce nożnej woj. warmińsko-mazurskiego (2016/2017)
Okręgowe rozgrywki w piłce nożnej województwa warmińsko-mazurskiego prowadzone są przez Warmińsko-Mazurski Związek Piłki Nożnej, rozgrywane są na czterech poziomach ligowych z podziałem na grupy.
Drużyny z województwa warmińsko-mazurskiego występujące w ligach centralnych i makroregionalnych:
- Ekstraklasa - brak
- I liga - Stomil Olsztyn
- II liga - Olimpia Elbląg
- III liga - Huragan Morąg, MKS Ełk, Sokół Ostróda, Concordia Elbląg, Finishparkiet Nowe Miasto Lubawskie, Motor Lubawa

Rozgrywki okręgowe
- IV Liga (V poziom rozgrywkowy)
- Klasa Okręgowa - 2 grupy (VI poziom rozgrywkowy)
- Klasa A - 4 grupy (VII poziom rozgrywkowy)
- Klasa B - 4 grupy (VIII poziom rozgrywkowy)

## IV liga
| Lp. | Drużyna             | M  | Z  | R | P  | Bramki | Bramki | Różn. | Pkt | Uwagi                     |
| --- | ------------------- | -- | -- | - | -- | ------ | ------ | ----- | --- | ------------------------- |
| 1   | GKS Wikielec        | 30 | 23 | 5 | 2  | 87     | 34     | +53   | 74  | Awans do III ligi         |
| 2   | Znicz Biała Piska   | 30 | 19 | 5 | 6  | 82     | 37     | +45   | 62  |                           |
| 3   | Unia Susz           | 30 | 19 | 5 | 6  | 65     | 35     | +30   | 62  |                           |
| 4   | Rominta Gołdap      | 30 | 16 | 1 | 13 | 66     | 33     | +33   | 49  |                           |
| 5   | Zatoka Braniewo     | 30 | 14 | 6 | 10 | 59     | 51     | +8    | 48  |                           |
| 6   | Tęcza Biskupiec     | 32 | 14 | 7 | 11 | 62     | 51     | +11   | 49  |                           |
| 7   | Granica Kętrzyn     | 30 | 14 | 3 | 13 | 57     | 49     | +8    | 45  |                           |
| 8   | Mrągowia Mrągowo    | 30 | 13 | 5 | 12 | 48     | 44     | +4    | 44  |                           |
| 9   | Mamry Giżycko       | 30 | 13 | 5 | 12 | 61     | 49     | +12   | 44  |                           |
| 10  | MKS Korsze          | 30 | 12 | 6 | 12 | 49     | 51     | −2    | 42  |                           |
| 11  | Orlęta Reszel       | 30 | 13 | 4 | 13 | 50     | 59     | −9    | 43  |                           |
| 12  | Błękitni Orneta     | 30 | 10 | 5 | 15 | 45     | 54     | −9    | 35  |                           |
| 13  | Stomil II Olsztyn   | 30 | 10 | 3 | 17 | 43     | 69     | −26   | 33  |                           |
| 14  | GSZS Rybno (S)      | 30 | 7  | 8 | 15 | 45     | 72     | −27   | 29  | Spadek do klasy okręgowej |
| 15  | Omulew Wielbark (S) | 30 | 4  | 8 | 18 | 32     | 82     | −50   | 20  | Spadek do klasy okręgowej |
| 16  | Warmiak Łukta (S)   | 30 | 2  | 2 | 26 | 21     | 102    | −81   | 8   | Spadek do klasy A         |

## Klasa okręgowa

### grupa I
- awans: Błękitni Pasym, Pisa Barczewo
- spadek: GKS Dźwierzuty, MKS Ruciane-Nida, Pojezierze Prostki

### grupa II
- awans: Tęcza Miłomłyn
- spadek: KS Mroczno-Grodziczno, Start Nidzica, Syrena Młynary
- zwycięzca rozgrywek - Pomowiec Gronowo Elbląskie w następnym sezonie zgłosił się do klasy B

### Baraż o klasę okręgową
SKS Szczytno - Fortuna Dorotowo Gągławki 2:2/2:1
- Fortuna Dorotowo Gągławki też utrzymała się w klasie okręgowej

## Klasa A
- grupa I:
  - awans: Żagiel Piecki, Jurand Barciany
  - spadek: Start Kozłowo, Tęcza II Biskupiec
- grupa II:
  - awans: Huragan II Morąg, Dąb Kadyny Barkas Tolkmicko, Czarni Małdyty
  - spadek: brak
- grupa III:
  - awans: LKS Różnowo, Płomień Turznica
  - spadek: brak
- grupa IV:
  - awans: ITS Jeziorak Iława, Osa Ząbrowo
  - spadek: GKS II Wikielec

### Turniej barażowy o klasę A
| Poz. | Klub                     | M | Pkt. | Bramki |
| ---- | ------------------------ | - | ---- | ------ |
| 1    | GKS Gietrzwałd/Unieszewo | 1 | 3    | 5-1    |
| 2    | Iskra Narzym             | 1 | 3    | 3-2    |
| 3    | Start Kozłowo            | 2 | 0    | 3-8    |

- mecz Iskra Narzym - GKS Gietrzwałd/Unieszewo został odwołany (drużyny wcześniej utrzymały się w klasie A)
- Start Kozłowo też utrzymał się w klasie A

## Klasa B
- grupa I - awans: Kowalak Kowale Oleckie, Pogoń Banie Mazurskie
- grupa II - awans: Barkas Tolkmicko, Czarni Małdyty
- grupa III -awans: Zryw Jedwabno, FC Dajtki Olsztyn
- grupa IV - awans: Wicher Gwiździny, Avista Łążyn

## Wycofania z rozgrywek
Stomil II Olsztyn, MGKS Miłakowo, Sokół Łęcze, Jonkovia Jonkowo, Śniardwy II Orzysz, Burza SRWSiO II Słupy

## Nowe zespoły
Burza SRWSiO II Słupy, TPS Boguchwały, Fabryka Żabi Róg, BUKS Barczewo, Tempo II Ramsowo/Wipsowo, Fortuna Wygryny